# Munizipalität Dmanissi
Die Munizipalität Dmanissi (georgisch დმანისის მუნიციპალიტეტი, Dmanissis munizipaliteti) ist eine Verwaltungseinheit (etwa entsprechend einem Landkreis) in der Region Niederkartlien im Süden Georgiens.

## Geographie
Verwaltungszentrum der Munizipalität ist die Kleinstadt Dmanissi. Die 1198,8 km² große Munizipalität grenzt im Osten an die Munizipalität Bolnissi, im Nordosten auf einem kurzen Abschnitt an die Munizipalität Tetrizqaro und im Norden an die Munizipalität Zalka, alle ebenfalls in der Region Niederkartlien, sowie im Westen an die Munizipalität Ninozminda in der Region Samzche-Dschawachetien. Im Süden wird die Munizipalität von der Staatsgrenze zu Armenien begrenzt.
Der größte Teil der Munizipalität wird vom Mittelgebirge eingenommen, das im östlichen Teil bewaldet ist und in den Kammlagen Höhen von 1500 bis 1900 m erreicht. Im kaum besiedelten Westteil steigt das Dschawacheti-Gebirge auf etwa 3000 m an; die höchsten Gipfel an der auf dem Kamm verlaufenden Grenze zu Samzche-Dschawachetien sind Emlikli (3054 m) und Aghrikari (2973 m).

## Bevölkerung und Verwaltungsgliederung
Die Munizipalität hat 20.900 Einwohner (Stand: 2021). Die Einwohnerzahl war mit 19.141 Einwohnern (2014) gegenüber der vorangegangenen Volkszählung (28.034 Einwohner 2002) um fast ein Drittel gesunken, erheblich über dem Landesdurchschnitt. Der Bevölkerungsrückgang hat sich jedoch gegenüber dem Jahrzehnt nach dem Zerfall der Sowjetunion, als insbesondere viele Griechen auswanderten, verlangsamt.
Bevölkerungsentwicklung
Anmerkung: Volkszählungsdaten

Die Munizipalität ist eine von drei Munizipalitäten Georgiens – neben Marneuli und Bolnissi, in denen Aserbaidschaner die größte Bevölkerungsgruppe bilden, hier mit 67 %. Es folgen Georgier (31 %) und eine geringe Zahl Griechen (0,8 %) und Russen (0,6 %). 
Die größten Ortschaften neben der Stadt Dmanissi (2661 Einwohner) sind mit jeweils über 750 Einwohnern die fast ausschließlich von Aserbaidschanern bewohnten Dörfer Amamlo, Irgantschai und Semo Karabulachi (2014).
Die Munizipalität gliedert sich in den eigenständigen Hauptort Dmanissi sowie 15 Gemeinden (georgisch temi, თემი beziehungsweise bei nur einer Ortschaft einfach „Dorf“, georgisch sopeli, სოფელი) mit insgesamt 57 Ortschaften:
| Gemeinde      | Anzahl Ortschaften | Einwohner (2014) |
| ------------- | ------------------ | ---------------- |
| Amamlo        | 6                  | 2390             |
| Didi Dmanissi | 4                  | 1512             |
| Dmanissi      | 3                  | 1146             |
| Gantiadi      | 3                  | 1367             |
| Gomareti      | 4                  | 719              |
| Guguti        | 3                  | 519              |
| Ipnari        | 6                  | 1104             |
| Irgantschai   | 1                  | 2014             |
| Kamarlo       | 3                  | 989              |
| Karabulachi   | 10                 | 1557             |
| Kisilkilissa  | 2                  | 551              |
| Maschawera    | 2                  | 651              |
| Orosmani      | 5                  | 1614             |
| Sakire        | 2                  | 57               |
| Sarkineti     | 3                  | 290              |

## Geschichte
Die Munizipalität liegt im Westen der historischen Landschaft Bortschali, die während der Zugehörigkeit zum Russischen Reich einen Ujesd im Gouvernement Tiflis bildete, der überwiegend von Armeniern, Aserbaidschanern und Griechen bewohnt war. Während der Zeit der unabhängigen georgischen und armenischen Republiken war das Gebiet in den Jahren 1918 und 1919 zwischen den beiden Staaten umstritten. Nachdem es bei Georgien verblieb, wanderten die meisten Armenier aus diesem Landesteil ab.
1933 wurde aus dem seit 1930 bestehenden Rajon Zalka das Gebiet der heutigen Munizipalität als eigenständiger Rajon ausgegliedert, wie der Verwaltungssitz unter dem damaligen aserbaidschanischen Namen Başkeçid (aserbaidschanisch Başkeçid rayonu; entsprechend russisch Башкечид, Baschketschid; georgische Form Baschkitscheti). 1947 erhielten Stadt und Rajon ihren heutigen Namen georgischer Herkunft.
Nach dem Zerfall der Sowjetunion ging die wirtschaftliche Leistung der Munizipalität Dmanissi stark zurück, einhergehend mit der Abwanderung von über der Hälfte der Bevölkerung. Das Gebiet ist heute landwirtschaftlich geprägt. Der Anteil der Verwaltungseinheit an der Milchproduktion Georgiens beträgt 2,3 %, bei der Weizen- und Kartoffelproduktion 2,4 %.
1995 wurde der Rajon der neu gebildeten Region Niederkartlien zugeordnet und 2006 in eine Munizipalität umgebildet.